# AMA-Biosiegel
Das staatliche österreichische AMA-Biosiegel ist ein Gütesiegel der Agrarmarkt Austria. Seit 1. Januar 2014 gilt die neue AMA-Biosiegel-Richtlinie, die das frühere AMA-Biozeichen zu einem Bio-Gütesiegel weiterentwickelt hat. Damit werden ökologisch angebaute Lebensmittel ausgezeichnet, die die gesetzlichen Vorgaben übertreffen. Die Marke ist beim Österreichischen Patentamt unter der Registriernummer AM 6259/98 als Wort-Bild-Marke eingetragen. Das AMA-Bio-Siegel gibt es in zwei Ausprägungen, mit und ohne Ursprungsangabe. Das rot-weiß-rote AMA-Biosiegel mit Ursprungsangabe „Austria“ steht für ökologisch erzeugte landwirtschaftliche Produkte aus Österreich bzw. für Lebensmittel, die aus ökologisch erzeugten österreichischen Zutaten hergestellt werden. Beim schwarz-weißen AMA-Biosiegel ohne Ursprungsangabe wird die Herkunft der biologischen landwirtschaftlichen Rohstoffe nicht eingeschränkt. Die Siegel werden jeweils in Verbindung mit einem Lizenzvertrag vergeben.

## Aufbau und Verantwortlichkeit
Siegelvergeber ist die Republik Österreich, vertreten durch die Agrarmarkt Austria Marketing GesmbH. Lizenznehmer sind Erzeuger, Verarbeitungsbetriebe und Vermarkter von ökologisch erzeugten Produkten.

## Basisanforderungen
Vergeben wird das rot-weiß-rote AMA-Biosiegel in Verbindung mit einem Lizenzvertrag ausschließlich an Lebensmittel, die den Bestimmungen und Qualitätsanforderungen der AMA-Biosiegel-Richtlinie in der jeweils aktuell geltenden Fassung entsprechen.
Eingehalten werden müssen folgende Basisanforderungen (laut EU-Bio-Verordnung über die Produktion und die Kennzeichnung von biologischen Erzeugnissen) – Auszug aus der Verordnung (EG) Nr. 834/2007:
- Verbot der Verwendung von gentechnisch veränderten Organismen (GVO)

Keine Verwendung von GVO und von mit GVO hergestellten Erzeugnissen.
- Verbot der Verwendung von ionisierender Strahlung zur Behandlung biologischer Lebensmittel oder der in biologischen Lebensmitteln verwendeten Ausgangsstoffe.
- Keine Verwendung von leicht löslichen mineralischen Düngern.
- Synthetische Pflanzenschutzmittel dürfen nicht eingesetzt werden.
- Der Einsatz von Wachstumsförderern (z. B. Hormone) und synthetischen Aminosäuren ist untersagt.
- Das Produkt muss zumindest aus 95 % biologischen landwirtschaftlichen Rohstoffen bestehen.
- Geschmacksverstärker, künstliche Aromen (naturidente Aromen, synthetische Aromen) und Farbstoffe sind für die Produktion von biologischen Lebensmitteln nicht erlaubt.
- Zusätzlich ist laut der Durchführungsverordnung (EG) Nr. 889/2008 (Stand September 2012) der Einsatz von Zusatzstoffen eingeschränkt.

Mit dem AMA-Biosiegel gekennzeichnete Lebensmittel erfüllen nicht nur die Kriterien der EU-Bio-Verordnung (EG) Nr. 834/2007 idgF. und der Durchführungsverordnung (EG) 889/2008 idgF., sondern die zu erfüllenden Anforderungen gehen über diese rechtlichen Bestimmungen hinaus.

## Anforderungen der AMA-Biosiegel-Richtlinie
Biologischer Ursprung der Rohstoffe:
Die Grundstandards erlauben bei zusammengesetzten Lebensmitteln eine Bio-Kennzeichnung, wenn 95 Prozent der Zutaten aus biologischer Landwirtschaft stammen. Die AMA verlangt seit der neuen Richtlinie hingegen 100 Prozent biologische Zutaten bei landwirtschaftlichen Rohstoffen.
Monoprodukte (also Fleisch, Milch, Eier oder Obst und Gemüse) mit dem AMA-Biosiegel müssen zu hundert Prozent biologischen Ursprungs sein.
Mit konkreten Qualitätskriterien und Anforderungen an die „gute Herstellungspraxis“ und an hohe Hygienestandards wird die Produktqualität abgesichert. Werden Lebensmittel mit dem AMA-Biosiegel ausgezeichnet, müssen ihre chemischen, mikrobiologischen und sensorischen Eigenschaften höchsten Vorgaben entsprechen. Beispielsweise ist eine garantierte Rindfleischreifung von mindestens neun Tagen bei Edelteilen vorgeschrieben. Bei Milchprodukten werden die jeweils höchste Qualitätsstufe laut dem Österreichischen Lebensmittelbuch sowie die erste Güteklasse nach dem AMA-Gütebewertungsschemata gefordert. Das wird durch regelmäßige Produktanalysen überprüft.

### Regelung für Zusatzstoffe und Verpackung
Das AMA-Biosiegel sieht Einschränkungen bei den Zusatzstoffen vor. Rund ein Viertel der Zusatzstoffe, deren Verwendung die EU-Bio-Verordnung erlaubt, ist bei AMA-Biosiegel-Produkten verboten. Langfristiges Ziel der AMA ist eine weitere Reduzierung der erlaubten Zusatzstoffe. Auch bei den Verpackungen gibt es Anforderungen: So darf kein chlorhaltiges Verpackungsmaterial verwendet werden, wenn es mit Bio-Lebensmittel in Kontakt kommen könnte.
Für die landwirtschaftliche Erzeugung gelten die Vorschriften der EU-Bio-Verordnungen sowie eventuell weiterführende Kriterien von Bioverbänden. Die AMA-Biosiegel-Richtlinie setzt auf Ebene der Verarbeitung und des Handels an. Sie legt Anforderungen für die Be- und Verarbeitung, für Schlacht- und Zerlegebetriebe, Packstellen, Direktvermarkter und den Lebensmittelhandel fest.
Produktgruppen, die mit dem AMA-Biosiegel ausgezeichnet werden können:
Das AMA-Biosiegel wird ausschließlich für Bio-Lebensmittel vergeben. Der Schwerpunkt liegt auf Frischeprodukten wie Milch und Milchprodukte, Obst und Gemüse, Eier, Fleisch und Fleischwaren inkl. Geflügel sowie Brot und Gebäck.

## Rot-weiß-rotes AMA-Biosiegel mit Ursprungsangabe
Beim rot-weißen AMA-Biosiegel mit der Herkunftsangabe „Austria“ stammen alle wertbestimmenden landwirtschaftlichen Bio-Rohstoffe ausschließlich aus Österreich. Das gilt auch für verarbeitete Lebensmittel, die aus mehr als einer Zutat bestehen. Nur ausnahmsweise dürfen Bio-Zutaten bei solchen biologischen Lebensmitteln aus einem anderen Land stammen – etwa, wenn eine Bio-Zutat in Österreich nicht oder nicht in marktrelevanten Mengen erzeugt wird. Selbst dann dürfen diese Bio-Zutaten maximal ein Drittel des Produktes ausmachen. „Klassiker“ sind Bio-Bananen oder Bio-Erdbeeren im Bio-Fruchtjoghurt oder der Bio-Pfeffer in der Bio-Wurst. Wird von dieser Ausnahme Gebrauch gemacht, muss die Herkunft gekennzeichnet werden.

## Schwarz-weißes AMA-Biosiegel ohne Ursprungsangabe
Das AMA-Biosiegel ohne Herkunftsangabe garantiert die kontrollierte Bio-Qualität der Lebensmittel gemäß der AMA-Biosiegel-Richtlinie. Der Ort der Be- und Verarbeitung sowie die Herkunft der Bio-Rohstoffe werden nicht eingeschränkt.

## Kontrollsystem
In der Landwirtschaft wird mindestens einmal jährlich durch Bio-Kontrollstellen kontrolliert.
Bei den Verarbeitern erfolgen:
- laufende Eigenkontrollen und Dokumentation durch den Betrieb (Produktanalysen, HACCP, gute Herstellungspraxis)
- mindestens einmal jährlich externe Kontrollen durch unabhängige Bio-Kontrollstellen
- Überkontrollen durch die AMA (Kontrolle der Kontrolle)

Beispiel Biomilch:
- Landwirt: Bio-Futtermittel (landwirtschaftliche biologische Bewirtschaftung der Futterflächen), Haltungsbedingungen (Gruppenhaltung etc.), Stallkontrolle
- Transport: Trennung Bio-Milch von konventioneller Milch (getrennte Kammern)
- Molkerei: Trennung zwischen konventioneller und biologischer Milch, Hygiene, HACCP, Laboruntersuchungen, ordnungsgemäße Kennzeichnung

## Kritik
2021 stufte Greenpeace das AMA-Biosiegel als „sehr vertrauenswürdig“ ein.